# 赫连昌皇后
赫连昌皇后（?—?），十六国时期夏国皇帝赫连昌的皇后，姓名不详。承光三年（427年），北魏太武帝拓跋焘率军克统万，赫连昌逃亡到了西部的上邽，魏军将赫连昌的皇后和妃子、公主俘虏至都城平城（今山西大同），赫连昌归降后，拓跋焘将妹妹嫁给了他，而拓跋焘也娶赫连昌的妹妹为赫连皇后。